# بالدو راج چوپرا
بالدو راج چوپرا (انگلیسی: Baldev Raj Chopra; ۲۲ آوریل ۱۹۱۴ – ۵ نوامبر ۲۰۰۸) یک تهیه‌کننده، کارگردان و فیلم‌نامه‌نویس اهل کشور هند بود. وی بین سال‌های ۱۹۴۴ تا ۲۰۰۶ میلادی فعالیت می‌کرد.

## جوایز
وی در طول سالهای فعالیتش برندهٔ جوایزی همچون جوایز فیلم‌فیر شده بود.